# Conspiration de Cinadon
La conspiration de Cinadon est une tentative de coup d'État fomentée à Sparte au IVe siècle av. J.-C., dans les premières années du règne du roi Agésilas II (-398–358 av. J.-C.).

## Protagonistes
Cinadon n'est pas un Spartiate d'origine, mais il a eu la même formation militaire que les Spartiates. Il est officier de police et a déjà conduit d'importantes missions pour les éphores : il a eu en sa possession la scytale (procédé de cryptographie) et a déjà dirigé des Hippeis, membres de la garde d'élite spartiate. Il sait écrire et a donc reçu une certaine éducation. Son métier comme sa valeur personnelle le rendent digne, estime-t-il (et Xénophon et Aristote à sa suite), d'être l'un des Pairs (Homoioi). Or il fait partie des Inférieurs (hypomeiones), plus précisément des Spartiates déchus de leurs droits civiques, soit par lâcheté (tresantes), soit par pauvreté (impossibilité de verser son écot aux syssities). Il aspire, comme il le revendique au cours de son procès, « n'être à Lacédémone (ancien nom de Sparte ) inférieur à personne ».
Il rassemble autour de lui d'autres inférieurs (les Lacédémoniens), dont le plus dangereux, selon Xénophon, est le devin Teisaménos, descendant de l'Éléen du même nom qui avait reçu la citoyenneté spartiate après les guerres médiques. Lui aussi a perdu ses droits civiques, probablement par pauvreté. Les deux meneurs ne sont donc pas à proprement parler des victimes d'oppression, mais des déclassés.

## Découverte du complot
Lors d'un sacrifice présidé par le roi Agésilas II, les présages s'avèrent très mauvais. Xénophon indique que le devin assistant le roi prévoit « une conspiration des plus terribles ». Quelques jours plus tard, un homme vient dénoncer la conspiration de Cinadon aux éphores : Cinadon, dit-il, l'a amené sur l'agora et lui a demandé de compter les Spartiates dans la foule, qui compte près de 4 000 hommes. Il s'avère que seuls 40 d'entre eux sont des Pairs : un roi, des éphores, des gérontes et de simples citoyens. Cinadon indique alors que les 40 Spartiates sont les ennemis, et les 4 000 autres des alliés. Le délateur ajoute que Cinadon a rassemblé autour de lui nombre d'Inférieurs haïssant les Spartiates : « chaque fois que chez ces gens on parlait des Spartiates, personne ne pouvait dissimuler qu'il aurait eu plaisir à en manger, même tout crus » (Helléniques, III, 3, 6). Le délateur termine en précisant que les conjurés sont armés et pour certains d'entre eux, fortunés.
Affolés, les éphores n'osent pas faire directement arrêter Cinadon. Au moyen d'une ruse élaborée, ils l'envoient sur la frontière éléenne, à Aulon en Messénie. Son escorte est composée de jeunes Hippeis, soigneusement sélectionnés par le doyen des hippagrètes, leurs officiers. Un détachement de cavalerie est même envoyé en renfort. Pendant que Cinadon est appréhendé sur la frontière, ses complices sont arrêtés à Sparte même et éliminés. Sur le champ, Cinadon est torturé. Il révèle le nom des principaux conspirateurs. Tous sont enchaînés, flagellés à l'aide de verges (μαστιγούμενοι) et finalement mis à mort.

## Sources
- Aristote, Politique (V, 7, 1306b 33–35) ;
- Polyen (II, 14) ;Il s'agit d'une autre conspiration, après la bataille de Leuctres, déjouée par Agésilas II.
- Xénophon, Helléniques (III, 3, 4–11).